# Надежда Толоконникова
Надѐжда Андрѐевна Толоко̀нникова (на руски: Наде́жда Андре́евна Толоко́нникова) е руска общественичка.

## Биография
Родена е на 7 ноември 1989 година в Норилск. След 2007 г, участва в различни политически организации, след 2011 година и във феминистката пънк група „Пуси Райът“.
През 2012 г. е осъдена на две години затвор за хулиганство след антиправителствена акция на „Пуси Райът“ в църквата „Христос Спасител“, амнистирана е през 2013 година.
През 2018 г. Толоконникова се разкрива като пансексуална.